# Мекленбург-Старгард
53°29′00″ пн. ш. 13°18′00″ сх. д. / 53.483333333333° пн. ш. 13.3° сх. д.
Герцогство Мекленбург-Старгард виникло після смерті Генріха II, герцога Мекленбурга. 25 листопада 1352 року два його сини, герцоги Альбрехт II (Великий) та Йоганн I, домовилися про реальний поділ спадщини батька шляхом домовленості. Так виникли два герцогства Мекленбург-Шверін і Мекленбург-Старгард, названі за загальним звичаєм назвою головного династичного володіння (Мекленбург), до якої додавалася назва відповідної головної резиденції (Шверін, Старгард).
Такий поділ влади не визнавався ні імперським, ні феодальним правом. Отже, обидва правителі отриманих уділів однаково титулувалися як «hertoge thu Meklenborch, thu Stargarde vnd thu Rozstok here». Цей титул залишався в загальному титулі Мекленбурзької монархії до 1918 року у формулюванні «(Великий) герцог Мекленбурга, […] володар земель Росток і Старгард» .

## Території
Основна частина герцогства Мекленбург-Старгард складалася з князівства Старгард у теперішній федеральній землі Мекленбург-Передня Померанія, території на кордоні між Бранденбургом, Померанією та Мекленбургом. Домен був названий на честь середньовічного замку в (бурга) Старгард. Меншими частинами області були Штернберг і Ельденбург (Любц) з історичною землею Туре.
На відміну від пізніших територіальних держав у старому Мекленбурзі, регіональна історіографія розглядає герцогство Мекленбург-Старгард як незалежне. Його правителі традиційно подаються у власному династичному переписі.

## Історія
Князівство Старгард прийшло до Мекленбурга як вдівство в 1299 році. Генріх II зміг зберегти своє правління у війні маркграфства проти Бранденбурзького маркграфства. Після його смерті в 1329 році та припинення його опіки його сини до 1336 року спочатку правили спільно. 25 листопада 1352 року брати домовилися поділити володіння. Йоганн I отримав «dat land tho stargarde mit al deme dat darto horte». За його синів Йогана II та Ульріха I 1408 року країна була знову розділена. Йоганн отримав Штернберг, Фрідланд, Фюрстенберг і Ліхен, а Ульріх отримав Нойбранденбург, (бург) Старгард, Стреліц і Везенберг (з Лізе). За правління Генріха, сина Ульріха I, герцогство було знову об'єднане, перш ніж возз'єднатися з Мекленбургом-Шверіном після смерті його бездітного сина Ульріха II у 1471 році.
Під час третього поділу Мекленбурга в 1701 році володіння Старгард стало центральною територією новоутвореного (часткового) герцогства Великого герцогства Мекленбург-Стреліцького.

### Правителі
- Йоганн I, лорд Мекленбурга, 1348 герцог Мекленбург-Старгардський (1329—1392) [син Генріха II]
- Йоганн II герцог Мекленбург-Старгардський [-Штернберг] (1392—1417) [син Йоганна I]
- Ульріх I, герцог Мекленбург-Старгардський [-Нойбранденбург] (1392—1417) [син Йоганна I]
- Альбрехт I, герцог Мекленбург-Старгардський, † 1397 [син Йоганна I]
- Йоганн III герцог Мекленбург-Саргардський [-Штернберг] (1416—1438) [син Йоганна II]
- Альбрехт II герцог Мекленбург-Старгардський [-Нойбранденбург] (1417—1423) [син Ульріха I]
- Генріх Худий, герцог Мекленбург-Старгардський (1417—1466) [син Ульріха I]
- Ульріх II герцог Мекленбург-Старгардський (1466—1471) [син Генріха]